# John Winchester
John Winchester és un personatge fictici creat per Eric Kripke per a la sèrie de televisió Supernatural, va ser interpretat per Jeffrey Dean Morgan i Matt Cohen. Ell és el pare de Dean i Sam, ell va criar als seus dos fills per lluitar contra éssers sobrenaturals, amb ajuda de caçadors que ell va conèixer en els seus recorreguts, incloent a diversos clients del bar d'Ellen.

## Primera temporada
Vint-i-dos anys després de la mort de Mary, John desapareix i Dean busca a Sam a la universitat Stanford perquè l'ajudi a trobar-lo. Els germans es dirigeixen a Jericho, Califòrnia, seguint un sistema de coordenades que troben entre les pertinences del seu pare (el seu diari principalment), pensant poder trobar-se amb John. Quan els germans tornen a la casa de la seva infantesa després que Sam tingués somnis precognitius, aquests deixen un missatge per a John en el seu correu de veu. John els veu a Kansas, però no revela la seva presència mentre roman amb la psíquica Missouri Moseley.
John finalment visita als seus fills a Chicago, Illinois. On Meg Masters, una dona posseïda per un dels fills d'Azazel, revela que Azazel està darrere de John. Després de derrotar el daeva, els germans se separen del seu pare per protegir-lo de Meg i de Azazel. John resol les seves diferències amb els seus fills quan assassinen al seu vell mentor, Daniel Elkins, caçador de vampirs. Resulta que els vampirs que el van matar també van robar el Colt, un revòlver que pot matar a qualsevol ser sobrenatural. Els germans i John tenen èxit a aconseguir l'arma dels vampirs i decideixen anar després darrere d'Azazel junts.
Quan Meg amenaça matar als seus amics tret que lliurin el Colt, John li dona una arma falsa i és capturat. Els germans acaben enfrontant-se a molts dimonis per tal de rescatar-lo, però ell és posseït per Azazel i els ataca. No obstant això, John aconsegueix oposar-se, alliberant a Sam del seu control telequinètic. Sam obté el Colt i li dispara a la cama, sotmetent temporalment al dimoni. John li demana Sam que el mati de manera que Azazel mori també, però Sam no pot fer-ho. Per a la consternació de John, Azazel aconsegueix escapar.
En el final de l'últim capítol, es veu que els Winchester fugen en la carretera (en el Impala de Dean) però són atropellats de manera abrupta per un camioner posseït per un dimoni.

## Segona Temporada
Després d'accident d'automòbil, Sam i John es troben a l'hospital al que van ser traslladats. No obstant això, Dean es troba en coma i la seva vida penja d'un fil. John intenta aconseguir que Sam obtingui alguns materials de manera que ell pugui convocar a Azazel a l'hospital on tots han acabat. D'aquest pla Sam només se n'assabenta al final del capítol, per la qual cosa durant el mateix es mostra visiblement enfadat amb el seu pare, a qui li atribueix una falta molt gran d'interès pel seu fill moribund. John dona mostres de conèixer els plans que «Ulls Grocs» té per als nens que com Sam van tenir una trobada amb el dimoni. D'aquesta manera, John fa un tracte amb Azazel perquè Dean pugui viure, sacrificant el Colt i la seva última bala, juntament amb la seva ànima.
Després que Dean desperti, Sam li pregunta a John sobre el seu parador la nit anterior. John intenta evadir les seves preguntes adduint que la discussió és insubstancial. John li demana a Sam que li porti una mica de cafè amb l'objectiu de poder parlar tot sol amb Dean. És llavors quan li diu al seu fill major que deu cuidar de Sam i li murmura un misteriós missatge a cau d'orella (el qual serà desvetllat en el transcurs de la temporada). John deixa a Dean i torna a la seva habitació de l'hospital, on lliura el Colt. Sam entra a l'habitació d'hospital de John buscant-lo, i es troba amb el seu pare inconscient al terra. Els doctors arriben per intentar restablir a John, però no poden salvar la seva vida.
L'hora oficial de la mort de John Winchester és 10:41 del matí.
En l'episodi, Blues de la Cruïlla, el dimoni femení de la cruïlla esmenta a John que es troba sofrint en l'infern per temptar a Dean amb un pacte per ressuscitar-lo. En un altre episodi, Nascut sota un mal auguri, el dimoni que va posseir a Meg Masters i que ara està posseint a Sam, li diu a Dean que ella va veure a John en l'infern i que ell li envia «salutacions», comentari destinat a enfuriar-lo i fer-li mal apel·lant als sentiments de culpa amb els quals Dean carrega per haver provocat la mort del seu pare.
John torna en el capítol Tot l'infern es deslliga, part 2 quan la porta a l'infern s'obre. Quan Azazel està a punt de matar a Dean, John es llança contra ell i l'arrenca del seu cos humà. John i Azazel lluiten, però el dimoni llança a un esgotat John al terra, i Azazel aconsegueix retornar al cos del seu hoste. Aquesta distracció li proporciona a Dean temps suficient per recuperar el Colt i disparar-li a Azazel en el cor, matant-l finalment i aconseguint venjar la memòria de la seva mare. Posteriorment s'observa que John somriu afectuosament a Sam i a Dean, desapareixent en una llum blanca i obtenint aparentment el descans per a la seva ànima.

## Quarta Temporada
Quan Castiel envia a Dean al passat, aquest últim s'alegra de veure una versió jove del seu pare. Però quan Dean comença a parlar sobre dimonis, John creu que ell està una mica boig. Quan John va a comprar un cotxe, Dean li suggereix a John que compri el cotxe que Dean tindrà eventualment en el futur, és a dir, el ja emblemàtic Impala negre. Dean espia a John quan va a un restaurant amb Mary, moment en què aquest li proposa matrimoni. Però Mary pressent que algú els observa i Dean es veu promptament acorralat ni més ni menys que per la versió jove de la seva pròpia mare. És llavors quan es revela que Mary va ser una caçadora, i que tota la seva família també ho és.
Quan Mary es dirigeix a veure a John, Samuel Campbell li trenca el coll estant posseït per Azazel. És aquesta la raó que porta a Mary a realitzar forçosament un pacte amb el dimoni, portant a John de nou a la vida a canvi de permetre que ell visiti al seu fill, deu anys en el futur.
En diversos flashbacks, s'aprecia com John deixa a Sam i Dean en una secundària a la qual van assistir un parell de setmanes mentre estava en una cacera. Al llarg dels flashbacks es veu com truca a Dean i els recull després de realitzar el treball. El rostre de John no es fa visible en tot l'episodi, només es distingeix la seva silueta en el Impala.
Mentre Dean es troba torturant a Alastair, aquest últim li revela que en els cent anys que John va passar en l'Infern, mai va aconseguir «trencar-lo»; és a dir, John es va negar una vegada i una altra a acceptar el mateix tracte que se li va oferir a Dean (la tortura es detindria quan ell comencés a fer-li el mateix a altres ànimes). I revela que d'haver acceptat, hagués estat John qui hauria trencat el primer dels Els 66 Segells i no Dean. Això produeix una gran commoció en Dean, que sent constants remordiments per aquell tracte, sentiment que es magnifica quan Alastair fingeix consolar-lo al·legant que John és un dels pocs que tenen realment fusta d'heroi (frase que també deixa intuir cert sentiment d'admiració per part del dimoni).
Mesos després, Sam i Dean descobreixen que John va tenir un fill amb Kate Milligan, una infermera que va conèixer el gener de 1990. Ella treballava com a infermera quan va ser ferit durant una cacera. Adan Milligan va néixer el 29 de setembre de 1990 i no havia arribat a tenir contacte amb John fins als dotze anys.

## Cinquena Temporada
Castiel envia a Sam i Dean a 1978 per salvar als seus pares d'Anna, que està intentant matar-los anul·lant per tant l'existència dels germans Winchester (recipients de Llucifer i Miguel). John se sorprèn en assabentar-se de la veritat sobre el sobrenatural, i que Mary es va criar com una caçadora. Quan Sam i Dean revelen que es van criar d'aquesta manera també, John, sense adonar-se de la seva veritable identitat, critica al seu pare. Per primera vegada Sam té l'oportunitat de defensar al seu pare i diu ara entén millor que John va fer tot el possible malgrat les circumstàncies, i que l'estima.
L'Arcàngel Miguel es presenta davant John per detenir a Anna i Uriel d'atacar a la família, quan John es lesiona. Miguel se li apareix i li demana permís a John per fer-se càrrec d'ell com a ens i salvar a Mary. John dona el seu consentiment.
Més tard, Miguel esborra tota la memòria dels esdeveniments de John i Mary.